# Нидертребра
Нидертребра (нем. Niedertrebra) — община в Германии, в земле Тюрингия. 
Входит в состав района Веймар. Подчиняется управлению Бад Зульца. Население составляет 824 человека (на 31 декабря 2010 года). Занимает площадь 8,98 км².
Коммуна подразделяется на 13 сельских округов.